# Argus As 410
Le Argus As 410 est un moteur d'aviation de type 12 cylindres en V inversé, à refroidissement par air, produit en série à partir de 1938 par la société Argus Motorengesellschaft, basée à Berlin.

## Développement
Le As 410 s'inscrit dans le prolongement de la lignée des moteurs 4 et 6 cylindres en ligne inversés et V8 inversés de la marque. C'est un V12 inversé. Il présente plusieurs innovations, notamment un carter construit en elektron (un alliage très léger à base de magnésium).

## Description et versions
Malgré le passage de 8 à 12 cylindres, le As 410 a une cylindrée légèrement inférieure à celle du Argus As 10. Le régime moteur est accru. 

## Utilisation
Le As est utilisé sur plusieurs appareils produits en très grande série, ce qui amène à une production massive de ce moteur (20 900 exemplaires). Il s'agit des avions suivants : 
- Arado Ar 96, avion d'entrainement avancé standard de la Luftwaffe, produit à 3 300 exemplaires.
- Focke-Wulf Fw 189, avion de reconnaissance produit à 864 exemplaires.
- Siebel 204, bimoteur de transport produit à 1 216 exemplaires.

## Moteurs comparables
- De Havilland Gipsy, dans sa version V12 (Royaume-Uni)
- Ranger V-770 (Etats-Unis)
- Hirth série HM 500, dans sa version V12 (Allemagne)
- Renault 12R (France)
- Waler Sagitta (Tchécoslovaquie) et Alfa Romeo 122 (sa version produite sous licence en Italie)